# Montesquieu (Tarn-et-Garonne)
Montesquieu ist eine Gemeinde im Südwesten Frankreichs im Département Tarn-et-Garonne in der Region Okzitanien (vor 2016 Midi-Pyrénées). Sie hat 747 Einwohner (Stand: 1. Januar 2022), gehört zum Arrondissement Castelsarrasin und ist Teil des Kantons Moissac (bis 2015 Moissac-2). Die Einwohner werden Montesquivois oder Montesquiviens genannt.

## Geographie
Montesquieu liegt am Barguelonne, der die Gemeinde im Norden und Nordwesten begrenzt. Umgeben wird Montesquieu von den Nachbargemeinden Saint-Nazaire-de-Valentane im Norden und Nordwesten, Miramont-de-Quercy und Montbarla im Norden, Durfort-Lacapelette im Osten, Moissac im Süden, Saint-Paul-d’Espis im Südwesten sowie Castelsagrat im Westen.

## Bevölkerungsentwicklung
| 1962                      | 1968 | 1975 | 1982 | 1990 | 1999 | 2006 | 2013 |
| 713                       | 711  | 651  | 670  | 662  | 632  | 730  | 773  |
| Quelle: Cassini und INSEE |      |      |      |      |      |      |      |